# Renault 3
Renault 3 eller kort R3 var en bilmodel bygget af den franske bilfabrikant Renault mellem september 1961 og august 1962. Modellen var en billigere udgave af den succesfulde Renault 4. Med sit spartanske udstyr var R3 specielt tilegnet myndigheder.
Da salget ikke levede op til forventningerne, indstilledes produktionen igen efter kun 2.571 eksemplarer.

## Forskelle i forhold til R4
Karrosseriet var identisk med R4, bortset fra den manglende tredje siderude mellem C- og D-søjlen. Bilen havde hverken forkromede pyntedele eller elektrisk varmeblæser og fandtes kun med 603 cm³-motor. På grund af det formindskede slagvolume var bilen i Frankrig kun indordnet under skatteklasse 3, hvilket afspejlede sig i modelbetegnelsen R3. R3 fandtes kun i lysegrå.